# ديكسي ويليس
ديكسي ويليس (بالإنجليزية: Dixie Willis)‏ هي عدائة المسافات المتوسطة أسترالية، ولدت في 13 ديسمبر 1941 في فريمانتل في أستراليا.

## وصلات خارجية
- ديكسي ويليس على موقع الاتحاد الدولي لألعاب القوى (الإنجليزية)
- ديكسي ويليس على موقع النتائج التاريخية لألعاب القوى الأسترالية (الإنجليزية)
- ديكسي ويليس على موقع أوليمبيديا (الإنجليزية)
- ديكسي ويليس على موقع اللجنة الأولمبية الأسترالية (الإنجليزية)